# Bingoland
Bingoland er et dansk satireprogram, der bliver sendt på tv-kanalen DR2 i 2010. Hver udsendelse varer ca. 25 minutter.
I showet medvirker blandt andre den finanskriseramte ejendomsmægler Gitte (Helle Dolleris) og hendes chef (Jesper Asholt) og de to landmandsbrødrer Søren (Niels-Martin Eriksen) og Torben (Viggo Sommer).

## Medvirkende
- Helle Dolleris
- Niels-Martin Eriksen
- Jesper Asholt
- Anne Vester Høyer
- Viggo Sommer
- Samt en masse gæsteoptrædener.